# Who's Laughing Now (chanson de Jessie J)
Pour les articles homonymes, voir Who's Laughing Now.
Singles de Jessie J
Nobody's Perfect
(2011) Who You Are
(2011)
Who's Laughing Now est une chanson de la chanteuse Jessie J extraite de son premier album Who You Are. La chanson a été écrite par Jessie J, Astasio, Pedworth, Shave, Ighile, Abrahams, Riley et a été produite par The Invisible Man . Elle est sortie comme quatrième single au Royaume-Uni.